# 藤原麻衣子
藤原 麻衣子（ふじわら まいこ）は、日本の警察官僚。警察庁長官官房参事官(高度道路交通政策担当)。

## 来歴
京都府出身。2002年 (平成14年)、京都大学法学部を卒業後、警察庁に入庁。職務を通じて世の中が良くなることに貢献したいと思い、警察庁を志したという。
入庁後、茨城県警察本部刑事部捜査第二課長、警察庁長官官房人事課課長補佐、警察庁警備局警備企画課理事官、警視庁組織犯罪対策部組織犯罪対策総務課長などを歴任し、2022年4月1日、初代警察庁警備局外事情報部外事課経済安全保障室長に就任。
2023年4月1日、初代宮内庁長官官房総務課広報室長に就任。就任後の取材に対して「天皇陛下や皇族方のお姿やご活動についての国民の皆様の理解が深まることが大事だと思う。そのために尽力していきたい」と述べた。
2025年6月23日、警察庁長官官房参事官(高度道路交通政策担当)に就任。

## 略歴
- 2002年4月- 警察庁入庁[4][5]
- 2005年7月- エジンバラ大学留学[5]
- 2006年10月- ケンブリッジ大学留学[5]
- 2007年-8月- 警察庁警備局外事情報部国際テロリズム対策課付(外務省総合外交政策局安全保障政策課国際テロ対策協力室)[5]
- 2009年8月- 茨城県警察本部刑事部捜査第二課長[4][5]
- 2011年2月- 警察庁警備局警備企画課課長補佐[5][9]
- 2017年8月- 警察庁長官官房人事課理事官兼警察大学校教授(警務教養部付) (任警視正)[10]
- 2018年4月- 警察庁警備局警備企画課理事官[11]
- 2019年4月- 警察庁長官官房企画官兼長官官房人事課理事官兼長官官房調査官[12]
- 2020年7月- 警視庁組織犯罪対策部組織犯罪対策総務課長[13]
- 2022年
  - 2月- 警察庁警備局外事情報部調査官兼外事課経済安全保障対策官[14]
  - 4月- 警察庁警備局外事情報部外事課経済安全保障室長 (組織改正)[6]
- 2023年
  - 3月- 警察庁長官官房付[15]
  - 4月- 宮内庁長官官房総務課広報室長[16]
- 2025年6月- 警察庁長官官房参事官(高度道路交通政策担当) (任警視長)[1][2][3]